# Primaire du Parti démocrate (Italie) de 2009
Une primaire du Parti démocrate a lieu en Italie le 25 octobre 2009 afin de désigner le nouveau secrétaire de ce parti politique.

## Candidats
| Photo | Nom | Nom                        | Logo | Carrière |
| ----- | --- | -------------------------- | ---- | --- |
|       |     | Pier Luigi Bersani (1951-) |      | - Ministre du Développement économique (2006-2008) - Député européen (2004-2006) - Ministre des Transports et de la Navigation (1999-2001) - Ministre de l'Industrie, du Commerce et de l'Artisanat (1996-1999) - Président de l'Émilie-Romagne (1993-1996) |
|       |     | Dario Franceschini (1958-) |      | - Secrétaire du Parti démocrate (depuis 2009) - Député de la République italienne (depuis 2001) |
|       |     | Ignazio Marino (1955-)     |      | - Sénateur de la République italienne (depuis 2006) |

## Résultats

### Membres du parti
Tous les candidats ayant obtenu plus de 15 % des voix accède à la primaire ou les trois candidats arrivés en tête, ayant obtenu plus de 5 % des voix.
| Candidats       | Candidats          | Voix    | %     |
| --------------- | ------------------ | ------- | ----- |
|                 | Pier Luigi Bersani | 255 189 | 55,13 |
|                 | Dario Franceschini | 171 041 | 36,95 |
|                 | Ignazio Marino     | 36 674  | 7,92  |
|                 |                    |         |       |
| Votes valides   | Votes valides      | 462 904 | 99,21 |
| Votes invalides | Votes invalides    | 3 669   | 0,79  |
| Total           | Total              | 466 573 | 100   |

### Primaire
Si aucun candidat n'atteint les 50 % des voix, un second tour est organisé dans les deux semaines suivantes.
| Candidats       | Candidats          | Voix      | %     | Délégués |
| --------------- | ------------------ | --------- | ----- | -------- |
|                 | Pier Luigi Bersani | 1 623 239 | 53,23 | 530      |
|                 | Dario Franceschini | 1 045 123 | 34,27 | 339      |
|                 | Ignazio Marino     | 380 904   | 12,50 | 131      |
|                 |                    |           |       |          |
| Votes valides   | Votes valides      | 3 049 266 | 98,28 |          |
| Votes invalides | Votes invalides    | 53 443    | 1,72  |          |
| Total           | Total              | 3 102 709 | 100   | 1 000    |